# Кони Планк
Конрад „Кони“ Планк (често изписван като Планк) (3 май 1940 г. - 18 декември, 1987 година) е немски музикален продуцент и музикант.
Той е роден в Хюченхаузен. Творчеството му като тонрежисьор и продуцент подпомага оформянето на някои от най-важните и иновативни записи на следвоенната европейска популярна музика, която обхваща широк спектър от жанрове, включително прогресивна музика, авангард и електронна музика. Планк е толкова отговорен, колкото и всеки друг, за определянето на широк жанр сега известна като краутрок и е обединяващата връзка между повечето от различните продуценти. Неговата работа също силно повлиява на студио продуценти и технически инженери в световен мащаб.
Планк също има бележита кариера като музикант, свири на китара и клавишни в албумите на „Гуру Гуру“, „Клъстер“ и „Ос Мънди“. Той сътрудничи и с Дитер Мьобиус между 1979 и 1986 г. Работи още с известни групи, като „Скорпиънс“ за Lonesome Crow от 1972, „Юритмикс“ за In the Garden 1981, Михаел Шенкер за The Michael Schenker Story Live 1997 и други.